# Donja Stubica
Donja Stubica es una ciudad de Croacia en el condado de Krapina-Zagorje.

## Geografía
Se encuentra a una altitud de 200 m s. n. m. a 47,9 km de la capital nacional, Zagreb.

## Demografía
En el censo 2011, el total de población de la ciudad fue de 5 823 habitantes.